# Jeon Seo-Yeon
Jeon Seo-Yeon (16 de enero de 1990) es una deportista surcoreana que compitió en taekwondo. Ganó una medalla de oro en el Campeonato Asiático de Taekwondo de 2010 en la categoría de –46 kg.

## Palmarés internacional
| Campeonato Asiático | Campeonato Asiático | Campeonato Asiático | Campeonato Asiático |
| Año                 | Lugar               | Medalla             | Categoría           |
| ------------------- | ------------------- | ------------------- | ------------------- |
| 2010                | Astaná (Kazajistán) | Medalla de oro      | –46 kg              |